# Ischnura pumilio
Ischnura pumilio (Charpentier, 1825) je vrsta vodene device iz porodice Coenagrionidae. Srpski naziv vrste je Mala crnotrba devica.

## Opis
Dužina tela ove vrste varira od 26-31 mm, dok je dužina zadnjeg krila 16 mm. Predstavlja jednu od najmanjih evropskih vrsta. Od slične vrste I. elegans se lako razlikuje. Pterostigma prednjeg krila je daleko veća od pterostigme zadnjeg krila, što je posebno izraženo kod mužjaka; plavi segment na abdomenu je na S9, a ne na S8 segmentu; ženke nemaju prosvjetljenje na abdomenu i kao teneralne jedinke su upadljive narandžaste boje. Odrasle ženke imaju abdomen i pronotum koji je dorzalno u potpunosti crn. Boja mužjaka je varijabilna. Kreće se od beličaste, žute, zelene, pa sve do plave. Ženke generalno nemaju crnu humeralnu prugu na toraksu.
Mlade forme su bledonarandžaste, ali retko mogu biti i skoro crvene. Krila su providna s dvobojnom pterostigmom. U retkim slučajevima, kod mladih ženki, nervatura krila može biti narandžasta.

## Rasprostranjenje
Poznati su kolonizatori, međutim populacije su kratkotrajne, a disperzija se vrši uporedo sa skucesijom vegetacije. 
Zabeležena je u sledećim državama:
Avganistan; Albanija; Alžir; Andora; Jermenija; Austrija; Azerbejdžan; Belorusija; Belgija; Bosna i Hercegovina; Bugarska; Кina; Hrvatska; Кipar; Češka; Danska; Estonija; Finska; Francuska; Gruzija; Nemačka; Grčka; Mađarska; Iran, Islamska Republika; Irska; Izrael; Italija ; Jordan; Кazahstan; Кirgistan; Latvija; Liban; Lihtenštajn; Litvanija; Luksemburg; Makedonija, Bivša Jugoslovenska Republika; Moldavija; Mongolija; Crna Gora; Maroko; Holandija; Norveška; Poljska; Portugal ; Rumunija; Ruska Federacija ; Srbija; Slovačka; Slovenija; Španija; Švedska; Švajcarska; Sirijska Arapska Republika; Tadžikistan; Tunis; Turska; Turkmenistan; Ukrajina; Velika Britanija; Uzbekistan.
Brzo kolonizuju nova staništa, odnosno pionirske su vrste. Tek formirana staništa mogu podržati i veće populacije. Ova vrsta se takoće može naći u privremenim barama i jezerima. Tolerantnija je na kiselost vode od srodne I. elegans.

## Životni ciklus
Posle kopulacije ženke polažu jaja na plutajućim delovima vodenih biljaka, dok se mužjaci nalaze negde u blizini. Razviće larvi je brzo. Izleganje se odvija na obalnim zeljastim biljkama gde ostavljaju i svoju egzuviju.

## Sezona letenja
Sezona leta je od marta do oktobra sa najmanje dve generacije tokom godine na jugu ili sa jednom generacijom na severu.